# Gekroonde boomgierzwaluw
De gekroonde boomgierzwaluw (Hemiprocne coronata) is een algemeen voorkomende broedvogel op het Indisch Subcontinent tot het oosten van Thailand. De gekuifde boomgierzwaluw en de gekroonde gierzwaluw zijn nauw verwant en werden in de vorige eeuw soms als één soort beschouwd.

## Beschrijving

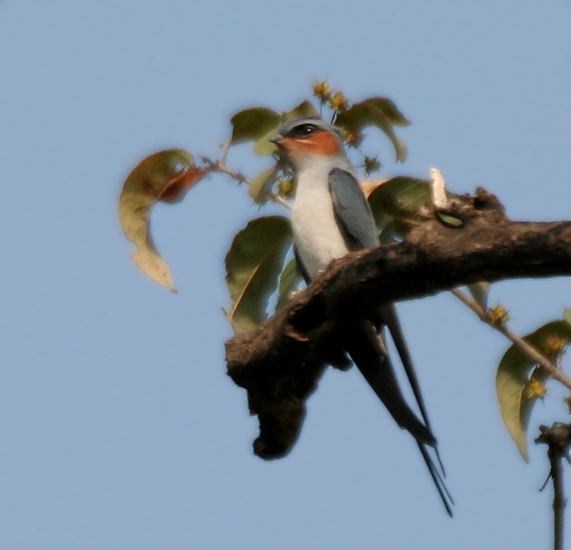
Mannetje

De gekroonde boomgierzwaluw is een vrij grote, slanke vogel van 23 cm lengte. Van boven is de vogel duifgrijs gekleurd en van onder wit. De vleugels zijn donkergrijs van boven. De vogel heeft een kuif en een diep gevorkte staart. Het volwassen mannetje heeft oranjekeurige "wangen". Jonge vogels zijn grijs van boven en verder gestreept.

## Verspreiding en leefgebied
De gekroonde boomgierzwaluw komt voor in India, Sri Lanka, Bangladesh, Nepal, Bhutan, Zuidwest-China, Cambodja, Laos, Myanmar, Thailand en Vietnam. Het is een algemene vogel van half open bosgebieden, bosranden, secondair bos, parken en tuinen.

## Status
De gekroonde boomgierzwaluw heeft een groot verspreidingsgebied en daardoor alleen al is de kans op uitsterven uiterst gering. De grootte van de populatie is niet gekwantificeerd maar er is geen enkele aanleiding te veronderstellen dat de soort in aantal achteruit gaat. Om die redenen staat deze boomgierzwaluw als niet bedreigd op de Rode Lijst van de IUCN.